# Winkhausen (Schmallenberg)

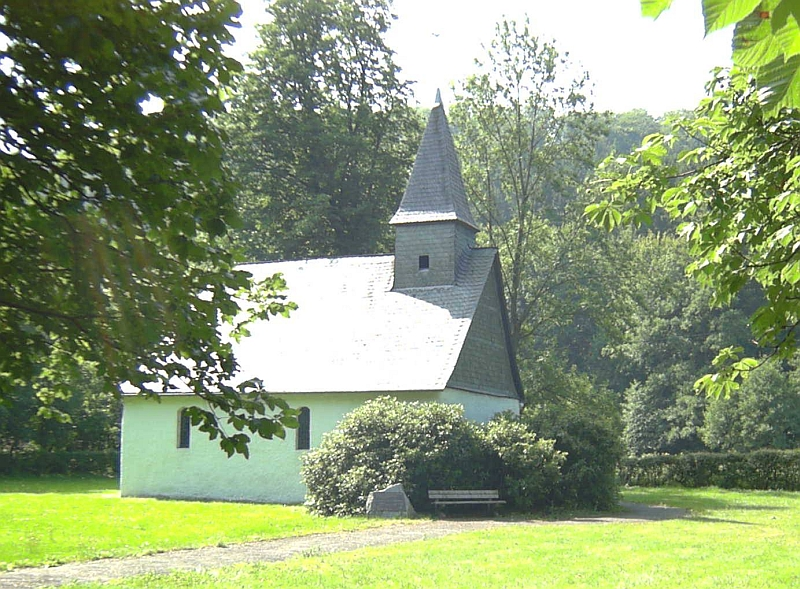
Katharina-Kapelle in Winkhausen

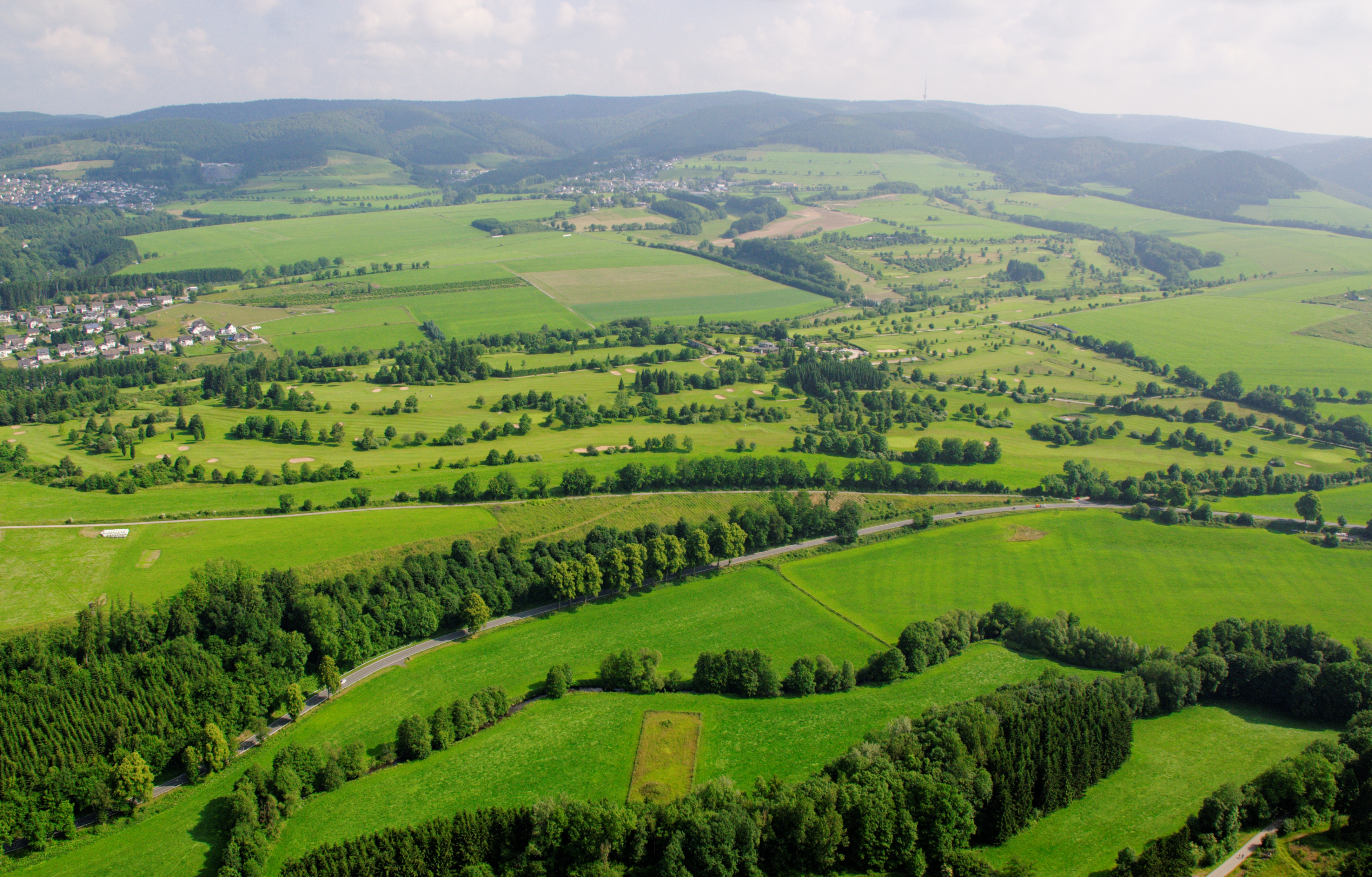
Luftaufnahme vom Golfplatz Winkhausen

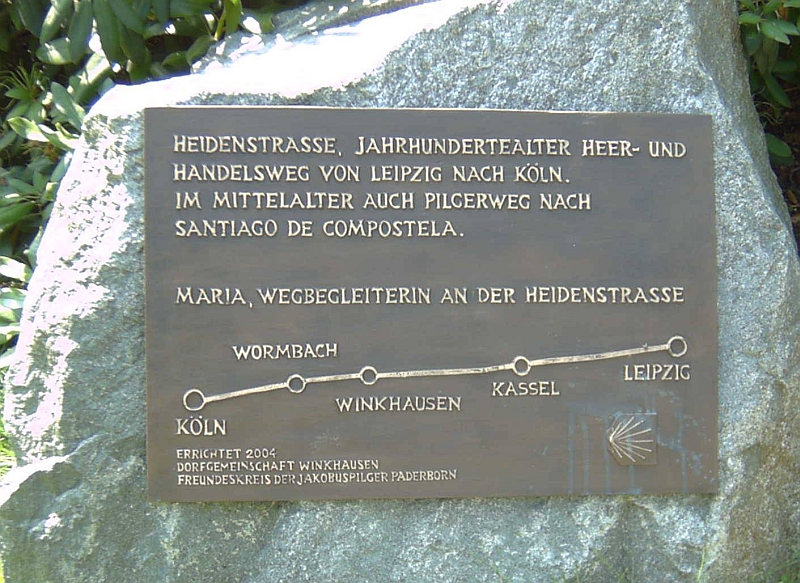
Winkhausen lag an der Heidenstraße

Winkhausen ist ein Ortsteil der Stadt Schmallenberg in Nordrhein-Westfalen.

## Geografie
Das Dorf liegt rund fünf Kilometer östlich von Schmallenberg. Durch den Ort führt die Bundesstraße 236 und fließt die Lenne. In der Ortsmitte mündet die Sorpe, aus dem Sorpetal kommend, in die Lenne.
Angrenzende Orte sind Almert, Grafschaft, Gleidorf, Niedersorpe und Oberkirchen.

## Geschichte
1395 wurde „Widinchusen“ erstmals erwähnt. Der Ortsname ist aus dem Personennamen Wido und -inghusen (hochdeutsch: -inghausen) gebildet und wurde zu Winkhausen verkürzt.
Eine Sage erzählt, dass der Sachsenkönig Widukind hier um 800 ein Heerlager aufgeschlagen haben soll, um von dort die Wallburganlage auf dem Wilzenberg zu erstürmen.
Winkhausen liegt an der ehemaligen Heidenstraße. Im ersten bekannten Steuerregister von 1536 wurden 7 Höfe genannt. 1645 wurde Widickhusen auf der Karte Westphalia Ducatus kartografisch erfasst. 1663 wurde Winkhausen in dem 1665/66 erschienenen Reisetagebuch Voyage d’Allemagne des Herrn von Monconys als „hässlicher Weiler“ bezeichnet.
Im Jahr 1895 wohnten 104 Einwohner, nach der Eintragung des Handels- und Gewerbeadressbuches der Provinz Westfalen, in dem Ort Winkhausen. Der Ort gehörte bis zum kommunalen Gebietsreform zur Gemeinde Oberkirchen. Seit dem 1. Januar 1975 ist Winkhausen ein Ortsteil der erweiterten Stadt Schmallenberg.

## Religion
Die Bevölkerung ist überwiegend katholisch. Im Ort befindet sich die Kapelle St. Katharina (Pfarrei Oberkirchen). Die evangelischen Christen gehören zur Kirchengemeinde Gleidorf.

## Wirtschaft
In Winkhausen sind landwirtschaftliche und handwerkliche Betriebe und ein Hotel ansässig.

## Museen
Seit 2002 gibt es das Erlebnismuseum Winkhausen. In den Räumen eines alten Bauernhofs sind Geräte aus der Landwirtschaft sowie Fahrzeuge ausgestellt. Genannt sind 20 Motorräder, 3 Mopeds, 20 Fahrräder, 4 Autos, 5 Motoren und sonstige Fahrzeuge.

## Sport
Im Ort gibt es einen Golfplatz. 2013 wurde der Golfplatz von 18 auf 27 Löcher erweitert.